# (3355) Onizuka
(3355) Onizuka es un asteroide perteneciente al cinturón de asteroides descubierto el 8 de febrero de 1984 por Edward L. G. Bowell desde la Estación Anderson Mesa, en Flagstaff, Estados Unidos.

## Designación y nombre
Onizuka se designó al principio como 1984 CC1.
Más adelante, en 1986, fue nombrado en honor de Ellison Onizuka (1946-1986), fallecido en el accidente del Challenger.

## Características orbitales
Onizuka está situado a una distancia media de 2,186 ua del Sol, pudiendo alejarse hasta 2,331 ua y acercarse hasta 2,042 ua. Su inclinación orbital es 4,066 grados y la excentricidad 0,06614. Emplea en completar una órbita alrededor del Sol 1181 días.

## Características físicas
La magnitud absoluta de Onizuka es 13,5.